# 斜齒鯊屬
斜齒鯊屬（学名：Scoliodon）是真鲨科的一屬。

## 物种
所包括的物种如下：
- 宽尾斜齿鲨 Scoliodon laticaudus J. P. Müller & Henle, 1838
- 大吻斜齿鲨Scoliodon macrorhynchos Bleeker, 1852